# یمازلو
یمازلو (به لاتین: Yemazlu) یک منطقه مسکونی در ارمنستان است که در استان سیونیک واقع شده است.